# Berluskonizam
Berluskonizam (итал. Berlusconismo) je termin koji koriste zapadni mediji i pojedini italijanski analitičari da bi opisali političku poziciju bivšeg premijera Silvija Berluskonija.

### Poreklo i karakteristike
Termin “Berluskonizam” se pojavio 1980-ih, karakterističan po snažnoj pozitivnoj konotaciji, kao sinonim za “preduzetnički optimizam” tog vremena, definisan kao preduzetnički duh koji nije obeshrabren teškoćama, sa sigurnošću u sposobnost da se reše problemi. Međutim, početkom 21. veka, kao posledica rastuće identifikacije Silvija Berluskonija primarno kao političke figure, značenje pojma se promenilo u kontekstu novinarskog i političkog jezika.
Prema italijanskoj definiciji datoj od strane onlajn rečnika “Encyclopedia” instituta, Berluskonizam ima široku lepezu značenja, sva ona vuku korene iz figure Silvija Berluskonija i političkog pokreta inspirisanog njime: značenje se ne odnosi samo na “čvrst pokret”,, već i na “socijalni fenomen”, , i, čak, na fenomen određene veze njegove preduzetničke i političke figure. Termin Berluskonizam je takođe korišćen u vezi sa određenom politikom nemešanja države u ekonomska pitanja, vizijom koju on zagovara, ne samo u privredi i na tržištu, već i u politici.
Prema njegovim političkim protivnicima i poslovnim rivalima, Berluskonizam je samo oblik demagoškog populizma, koji se može uporediti sa fašizmom, ističući činjenicu da je Berluskoni pokazao svoje divljenje prema Benitu Musoliniju, iako je kritikovao rasističke zakone fašista i savez sa nacističkom Nemačkom, deklarišući sebe kao proizraelca. 2013. ponovo je počeo da naziva Musolinija dobrim vođom čija je najveća greška bila uključivanje u istrebljenje Jevreja. Umesto toga, njegove pristalice porede Berluskonizam sa francuskim galicizmom i argentinskim peronizmom.

### Politička pozicija
Berluskoni određuje sebe, proširujući to na izraz Berluskonizam, kao umerenog, liberalnog i okrenutog slobodnoj trgovini (liberalizam); ali je često optuživan da je populista i konzervativac. Nakon njegove ostavke 2011, Berluskoni sve više postaje euroskeptičan, i često kritikuje nemačku kancelarku Angelu Merkel.
Deo Berluskonijeve taktike liderstva je da koristi partiju kao sredstvo kojim stiče moć (sa partijom opisanom kao “laka partija”, zbog nedostatka kompleksne unutrašnje strukture). Ovo je veoma uporedivo sa političkim taktikama koje je koristio Šarl de Gol u Francuskoj.
Druga karakteristika od velikog značaja je osvrt na “Liberalnu revoluciju” objavljenu i sumiranu "Ugovorom sa Italijanima" 2001.
Snažan reformizam je doprineo ovim stubovima uglavnom u obliku italijanske države i ustava u prilog kretanju od parlamentarnog sistema do polupredsedničkog sistema, višeg izbornog praga, ukidanja Senata, do smanjenja veličine Zastupničog doma, ukidanja pokrajina i reforme pravosuđa sa odvajanjem karijera sudija za prekršaje i sudija koji se bave građanskom odgovornošću za prekršaje, što je Berluskoni smatrao nepristrasnim. Berluskoni je izjavio da je proganjan od strane pravosudja, prošao je kroz 34 procesa, optužujući ih da su manipulisani od strane političke levice i upoređujući sebe sa Encom Tortorom kao žrtvom neostvarenja pravde. Nedavno je sebe proglasio u korist državnih sindikata.

### Poređenja sa drugim liderima
Brojni pisci i politički komentatori smatraju Berluskonijev politički uspeh prethodnikom izbora tajkuna Donalda Trampa za 45. predsednika Sjedinjenih država, 2016. Rodžer Kohen iz Njujork Tajms novina,“Mnogi su ga ismevali, beskonačno su pisali o njemu, dugo je bio nepovređen zbog njegove očigledne mržnje prema ženama i raznim legalnim poslovnim mukama, Berluskoni se pokazao kao Teflon političar. Niko ko zna Berluskonija i ko je gledao uspon Trampa ne može da vidi paralelu.”
"
Za Dejli Bist, Barbara Latca Nadeau je napisala,”Ako bi se Amerikanci pitali kako bi izgledalo Trampovo predsedništvo, treba samo pogledati traumatizovane ostatke Italije nakon što je Berluskoni imao svoj način.”